# SN 2003ab
SN 2003ab – supernowa typu II odkryta 1 lutego 2003 roku w galaktyce UGC 4930. W momencie odkrycia miała maksymalną jasność 17,80m.